# Meligethes difficilis
Meligethes difficilis är en skalbaggsart som först beskrevs av Oswald Heer 1841.  Meligethes difficilis ingår i släktet Meligethes, och familjen glansbaggar. Arten är reproducerande i Sverige.